# Red Tails: Különleges légiosztag
A Red Tails: Különleges légiosztag (eredeti cím: Red Tails) 2012-ben bemutatott amerikai háborús film, amelyet Anthony Hemingway rendezett. Ez Hemingway első filmrendezése. A főszerepben Terrence Howard és Cuba Gooding Jr. látható. A filmben látható szereplők kitaláltak, ugyanakkor valós személyeken alapulnak.

## Rövid történet
Három afroamerikai pilóta esélyt kap arra, hogy részt vegyenek a Tuskegee programban.

## Szereplők
- Terrence Howard: A.J. Bullard
- Cuba Gooding Jr.: Emanuel Stance
- Nate Parker: Martin "Easy" Julian
- David Oyelowo: Joe "Lightning" Little
- Tristan Wilds: Ray "Ray Gun" vagy "Junior" Gannon
- Ne-Yo: Andrew "Smokey" Salem
- Elijah Kelley: Samuel "Joker" George
- Marcus T. Paulk: David "The Deacon" Watkins
- Leslie Odom Jr.: Declan "Winky" Hall
- Michael B. Jordan: Maurice "Bumps" Wilson
- Method Man: "Sticks"
- Bryan Cranston: William Mortamus
- Kevin Phillips: Leon "Neon" Edwards
- Andre Royo: "Coffee" Coleman
- Lee Tergesen: Jack Tomilson
- Gerald McRaney: General Luntz
- Daniela Ruah: Sofia
- Paul Fox: Miller kapitány
- Matthew Marsh: Hauser
- Lars van Riesen: "Pretty Boy" (az ellenséges német pilóta)
- Ryan Early: Bryce kapitány
- Henry Garrett: Hart
- Robert Kazinsky: Chester Barnes
- Rick Otto: Flynt
- Josh Dallas: Ryan Fling
- Jermaine Johnson: "Sneeky"
- Edwina Finley: "CeCe"
- Stacie Davis: Mae
- Aml Ameen: "Bag O'Bones"
- Rupert Penry-Jones: Campbell

## Fogadtatás
A film összességében negatív kritikákban részesült. A Rotten Tomatoes oldalán 40%-ot ért el 133 kritika alapján, és 5.2 pontot szerzett a tízből. A Metacritic honlapján 46 pontot szerzett a százból, 32 kritika alapján.
A The New York Times kritikusa, Stephen Holden szerint a "film egyenesen a negyvenes-ötvenes évek filmjeit idézi, amikor a jófiúk jók voltak, a rosszfiúk pedig rosszak". Roger Ebert két és fél csillaggal értékelte a maximális négyből, kritikája szerint a "Red Tails szórakoztató. A közönség valószínűleg élvezni fogja."